# Illegal Alien
Illegal Alien ist ein Lied der britischen Rockband Genesis. Es erschien im Oktober 1983 auf ihrem selbstbetitelten Album Genesis und wurde im Januar 1984 als die dritte Singleauskopplung aus diesem Album veröffentlicht.

## Entstehung und Veröffentlichung
Illegal Alien wurde gemeinsam von den Genesis-Musikern Tony Banks, Phil Collins und Mike Rutherford geschrieben und von allen dreien mit Unterstützung von Hugh Padgham produziert.
Das Lied wurde zunächst am 3. Oktober 1983 auf dem selbstbetitelten Album der Band veröffentlicht (Katalognummer: 832 178-1) und erschien am 23. Januar 1984 als Single (Katalognummer: Al1). Als B-Seite fungierte eine Liveaufnahme zu Turn It On Again. Eine Liveaufnahme von Illegal Alien, aufgenommen am 14. Januar 1984 im Forum in Inglewood, erschien am 6. November 2000 als Teil des Boxsets Archive II – 1976–1992 (Katalognummer: 7243 8 50343 2 9).

## Inhalt und Musikalisches
Der Text des Liedes wurde von den Schwierigkeiten der Band inspiriert, während ihrer Tourneen Visa für die Einreise in die Vereinigten Staaten zu bekommen, und sollte gleichzeitig Mitgefühl für die Notlage von Einwanderern ausdrücken. Der Text ist eine satirische Darstellung der Frustrationen, denen ein Einwanderer ohne Papiere bei seiner Einreise in die USA ausgesetzt ist, wobei Collins einen stereotypen mexikanischen Akzent vortäuscht.
Das Lied beginnt textlich damit, dass der Ich-Erzähler, ein mexikanischer Einwanderer, von einem Kater erwacht und mit einer Flasche Tequila in eine Bar geht, was zum Refrain führt („it’s no fun being an illegal alien“). Im Mittelteil ist eine Trompete zu hören, die von Collins gespielt wird, sowie Soundeffekte wie Verkehrsgeräusche und ein klingelndes Telefon, die Tony Banks mit seinem E-mu Emulator-Sampler aufgenommen hatte. Die Bridge ist von Mariachi-Musik inspiriert. Die zweite Strophe der Bridge – in der der Protagonist seiner Schwester sexuelle Gefälligkeiten anbietet, um über die Grenze einreisen zu dürfen – sorgte für einen Skandal und wurde daher aus den Radioversionen des Liedes sowie aus der Musikvideoversion herausgeschnitten.

## Liveaufführungen
Illegal Alien wurde von Genesis nur 1983/84 während ihrer Mama Tour in voller Länge live gespielt. Colin McGuire von PopMatters bezeichnete die Platzierung von Illegal Alien neben älteren Liedern wie The Lamb Lies Down on Broadway oder The Carpet Crawlers als „respektlos gegenüber deren epischer Inkarnation.“
Ein kurzes Zitat aus dem Refrain des Liedes war noch einmal 1992 auf Genesis’ We Can’t Dance Tour im Old Medley auf den Akkorden von I Know What I Like (In Your Wardrobe) zu hören.

## Musikvideo
Das Musikvideo zu Illegal Alien entstand unter der Regie von Stuart Orme und wurde von Phil Collins als das beste Musikvideo ihres gleichnamigen Studioalbums bezeichnet. Es zeigt die drei Mitglieder von Genesis als eine Gruppe mexikanischer Männer, die versuchen, ihre Pässe genehmigt zu bekommen. Sie sind den Hauptszenen in Anzügen, in anderen Szenen in Sombreros und Ponchos gekleidet, wobei Collins zusätzlich einen falschen Schnurrbart und ein Toupet trägt.

## Rezeptionen
Scott Thill von Wired beschrieb den Text des Liedes als „irreführend“ und das Lied selbst als „verwirrend (und verwirrt)“. Steve Spears von der Tampa Bay Times nannte den Text „lächerlich“ und fragte, ob es „eines der rassistischsten Lieder der 80er“ sei. Für Reader’s Digest nahm Jeremy Helligar Illegal Alien in eine Liste rassistischer Lieder auf und schrieb, dass „die Tatsache, dass es überhaupt existiert, beweist, dass die Feindlichkeiten gegenüber Mexikanern seit Jahrzehnten ein amerikanisches Thema ist“. Shannon Sweet von der San Antonio Current schrieb, dass es „voll rassistisch“ sei und „jeden existierenden hispanischen Stereotypen anpacke“, während Ryan Reed von Stereogum es als „Facepalm-Füller“ und „grenzwertig rassistisches, grenzüberschreitendes Mitsinglied“ bezeichnete.
Kathleen Massara von The New Republic führte Illegal Alien als Beispiel dafür an, dass Genesis „nicht gerade für ihr Taktgefühl gegenüber Minderheiten bekannt“ seien. Steven Hyden bezeichnete es in The Ringer als das berüchtigtste Lied von Genesis und beschrieb Collins’ Gesang als „eine groteske Karikatur eines Tequila saufenden mexikanischen Immigranten auf Speedy-Gonzales-Niveau“. Ein Kommentar für die Arkansas Democrat-Gazette nannte das Lied „wirklich schrecklich“. Im Magazin AV Club schrieb Steve Hyden 2008, dass er Illegal Alien „wirklich liebte“, obwohl es „wirklich beleidigend“, „rassistisch“ und „schwer, nicht zusammenzuzucken“ sei, aufgrund seiner „unwiderstehlichen“ Melodie und seines Textes, der „die Szene ziemlich lebhaft darstellt“. François Couture von AllMusic gab an, dass das Lied „als harmloser Spaß angesehen werden sollte“ und dass „das, was das Lied funktionieren ließ“, darin bestand, dass es „so subtil wie ein Cheech-und-Chong-Film“ war.

## Chartplatzierungen
Illegal Alien konnte an die Charterfolge der vorherigen Singleauskopplungen Mama und That’s All nicht anknüpfen. Es erreichte Rang 44 in den US-amerikanischen Billboard Hot 100 und Rang 46 im Vereinigten Königreich.
| ChartsChartplatzierungen       | Höchstplatzierung | Wochen |
| ------------------------------ | ----------------- | ------ |
| Vereinigte Staaten (Billboard) | 44 (10 Wo.)       | 10     |
| Vereinigtes Königreich (OCC)   | 46 (5 Wo.)        | 5      |

## Coverversionen
Im November 2011 spielte die US-amerikanische Hip-Hop-Band The Roots Illegal Alien in einer Ausgabe der Show Late Night with Jimmy Fallon als Anspielung auf die Äußerungen des US-amerikanischen, konservativen Moderators und Politikkommentators Lou Dobbs zum Thema Einwanderung, als dieser das Studio betrat.